# Tour de los Sueños
Tour de los Sueños es la última gira de conciertos a nivel internacional de la telenovela juvenil e infantil argentina de Canal 13, Floricienta. La gira recorrió algunos países de Latinoamérica entre 2006 y 2007.

## Elenco
- Florencia Bertotti como Florencia
- Juan Gil Navarro como Federico
- Benjamín Rojas como Franco
- Diego Child como Facha
- Micaela Vázquez como Nata
- Muni Seligmann como Clara
- Nicolás Maiques como Nico
- Brenda Gandini como Olivia

## Recorrido y recepción
Tras el éxito televisivo de Floricienta luego de su emisión por Canal 13, el programa también fue un gran fenómeno en la mayor parte de América Latina donde se emitió por televisión por cable a través de Disney Channel. El elenco agotó las entradas para teatros y estadios enormes en varios países de Latinoamérica, incluido México, donde ningún programa de televisión argentino había logrado cosechar un éxito tan grande (a pesar de que la serie solo se había transmitido por televisión por cable), siendo posteriormente superado por el estreno de Patito Feo en el país azteca. El show se presentó en los principales escenarios de Venezuela, Ecuador, Perú, Guatemala, República Dominicana, El Salvador y Panamá en su primera etapa. Mientras que la segunda etapa fue en México, dónde el elenco se presentó en prestigiosos recintos de reconocimiento internacional como el Auditorio Nacional. 
Junto con las giras Floricienta: en el Teatro 2004 y Floricienta: Princesa de la Terraza Tour, y después de realizar más de 180 funciones, el elenco logró presentarse ante más de un millón de espectadores en Hispanoamérica e Israel.

## Presentaciones
| Fecha                 | Ciudad              | País                 | Lugar                           |
| --------------------- | ------------------- | -------------------- | ------------------------------- |
| América Latina        |                     |                      |                                 |
| 9 de mayo de 2006     | Ciudad de Guatemala | Guatemala            | Estadio Mateo Flores            |
| 11 de mayo de 2006    | San Salvador        | El Salvador          | Estadio Jorge "Mágico" González |
| 13 de mayo de 2006    | Santo Domingo       | República Dominicana | Estadio Quisqueya               |
| 17 de mayo de 2006    | Ciudad de Panamá    | Panamá               | Centro de Convenciones Figali   |
| 19 de mayo de 2006    | Lima                | Perú                 | Jockey Club del Perú            |
| 21 de mayo de 2006    | Maracaibo           | Venezuela            | Estadio Luis Aparicio           |
| 23 de mayo de 2006    | Quito               | Ecuador              | Coliseo General Rumiñahui       |
| 24 de mayo de 2006    | Guayaquil           | Ecuador              | Estadio Modelo Alberto Spencer  |
| 26 de mayo de 2006    | Valencia            | Venezuela            | Forum de Valencia               |
| 27 de mayo de 2006    | Caracas             | Venezuela            | Poliedro de Caracas             |
| 28 de mayo de 2006    | Caracas             | Venezuela            | Poliedro de Caracas             |
| América del Norte     |                     |                      |                                 |
| 16 de febrero de 2007 | Ciudad de México    | México               | Auditorio Nacional              |
| 17 de febrero de 2007 | Ciudad de México    | México               | Auditorio Nacional              |
| 18 de febrero de 2007 | Ciudad de México    | México               | Auditorio Nacional              |
| 23 de febrero de 2007 | Guadalajara         | México               | Estadio Jalisco                 |
| 25 de febrero de 2007 | Monterrey           | México               | Arena Monterrey                 |
| 26 de febrero de 2007 | Monterrey           | México               | Arena Monterrey                 |
| 2 de marzo de 2007    | San Luis Potosí     | México               | Estadio Alfonso Lastras         |
| 4 de marzo de 2007    | León                | México               | -                               |
| 7 de marzo de 2007    | Querétaro           | México               | Estadio Corregidora             |
| 9 de marzo de 2007    | Puebla              | México               | Estadio Hermanos Serdán         |
| 11 de marzo de 2007   | Veracruz            | México               | World Trade Center Veracruz     |